# João Antonino da Ascensão de Paiva de Faria Leite Brandão
João Antonino da Ascensão de Paiva de Faria Leite Brandão (Braga, 10 de Maio de 1877 - 15 de Dezembro de 1975) foi um político português.

## Família
Primogénito de dois filhos varões de João Alexandre de Paiva Leite de Faria Brandão (14 de Setembro de 1845 - 12 de Dezembro de 1884) e de sua segunda mulher, da qual foi segundo marido, Adelaide Maria José Raio (Brasil, 13 de Abril de 1844 - 21 de Abril de 1885), mãe do 1.º Barão de São Lázaro e filha do 1.º Visconde de São Lázaro.

## Biografia
Foi 47.º Governador Civil do Distrito do Funchal de 22 de Fevereiro de 1908 a 11 de Janeiro de 1910.

## Casamentos e descendência
Casou primeira vez a 1 de Maio de 1905 com D. Teresa de Jesus Maria José de Sousa e Holstein Beck (7 de Julho de 1880 - antes de 11 de Setembro de 1909), filha do 1.º Marquês de Sesimbra, sem geração.
Casou segunda vez no Funchal a 11 de Setembro de 1909 com Maria Vera de Castelbranco Machado (Funchal, 18 de Julho de 1885 - Porto, Foz do Douro, 29 de Dezembro de 1972), filha de Vicente Cândido Machado, médico, e de sua mulher Maria Gabriela de Castelbranco, com geração.